# Élections municipales de 2021 dans Marguerite-D'Youville
Pour un article plus général, voir Élections municipales de 2021 en Montérégie.
Cet article concerne les élections municipales de 2021 en Montérégie dans la municipalité régionale de comté de Marguerite-D'Youville.

## Calixa-Lavallée
|             | Élection (2017)                                                                              | Dissolution (2021)                                                                   | Élection (2021)                                                                                           |
| Maire       | Daniel Plouffe                                                                               | Daniel Plouffe                                                                       | Daniel Plouffe                                                                                            |
| Conseillers | Ghislain Beauregard Daniel Palardy Claude Lacasse Bruno Napert Louis Tremblay Patrick Keegan | Ghislain Beauregard Daniel Palardy Claude Lacasse Bruno Napert Louis Tremblay Vacant | Ghislain Beauregard Valérie Beaurivage Vincent Claude Lacasse Bruno Napert Daniel Jacques Mylène Gauthier |

| Candidats pour la mairie | Vote            | %               |
| ------------------------ | --------------- | --------------- |
| Daniel Plouffe (Sortant) | Sans opposition | Sans opposition |

| Candidats conseiller #1       | Vote            | %               |
| ----------------------------- | --------------- | --------------- |
| Ghislain Beauregard (Sortant) | Sans opposition | Sans opposition |

| Candidats conseiller #2    | Vote            | %               |
| -------------------------- | --------------- | --------------- |
| Valérie Beaurivage Vincent | Sans opposition | Sans opposition |

| Candidats conseiller #3  | Vote            | %               |
| ------------------------ | --------------- | --------------- |
| Claude Lacasse (Sortant) | Sans opposition | Sans opposition |

| Candidats conseiller #4 | Vote            | %               |
| ----------------------- | --------------- | --------------- |
| Bruno Napert (Sortant)  | Sans opposition | Sans opposition |

| Candidats conseiller #5 | Vote            | %               |
| ----------------------- | --------------- | --------------- |
| Daniel Jacques          | Sans opposition | Sans opposition |

| Candidats conseiller #6 | Vote            | %               |
| ----------------------- | --------------- | --------------- |
| Mylène Gauthier         | Sans opposition | Sans opposition |

- Démission de Mylène Gauthier, conseillère #6, avant le 4 avril 2023[1].

- Démission de Ghislain Beauregard, conseiller #1, avant le 5 septembre 2023[2].

- Entrée en fonction de Pascale Renzo Charbonneau au poste de conseillère #6 avant le 5 septembre 2023[2].

| Candidats conseiller #6   | Vote | %   |
| ------------------------- | ---- | --- |
| Pascale Renzo Charbonneau | n/d  | n/d |

## Contrecœur
|             | Élection (2017)                                                                      | Dissolution (2021)                                                                            | Élection (2021)                                                                                   |
| Maire       | Maud Allaire                                                                         | Maud Allaire                                                                                  | Maud Allaire                                                                                      |
| Conseillers | Jonathan Paris Claude Bédard Steve Hamel Dominique Doyon André Gosselin Jean Grenier | Jonathan Paris Claude Bédard Steve Hamel Dominique Doyon André Gosselin Denis-Charles Drapeau | Claude Bérard Pierre-Olivier Roy Pierre Bélisle Karine Messier Maggy Bissonnette Claude Dansereau |

| Taux de participation :                | Taux de participation :                | Taux de participation :                | Taux de participation :                | Taux de participation :                | 37,1 % |
| Nombre de votes valides :              | Nombre de votes valides :              | Nombre de votes valides :              | Nombre de votes valides :              | Nombre de votes valides :              | 2 650  |
| Nombre de votes rejetées à la mairie : | Nombre de votes rejetées à la mairie : | Nombre de votes rejetées à la mairie : | Nombre de votes rejetées à la mairie : | Nombre de votes rejetées à la mairie : | 43     |
| Nombre d'électeurs inscrits :          | Nombre d'électeurs inscrits :          | Nombre d'électeurs inscrits :          | Nombre d'électeurs inscrits :          | Nombre d'électeurs inscrits :          | 7 254  |

| Candidats pour la mairie | Vote  | %     |
| ------------------------ | ----- | ----- |
| Maud Allaire (Sortante)  | 1 812 | 68,38 |
| René Laprade             | 838   | 31,62 |

| Candidats district #1                    | Vote            | %               |
| ---------------------------------------- | --------------- | --------------- |
| Claude Bérard (Sortant d'un autre poste) | Sans opposition | Sans opposition |

| Candidats district #2 | Vote | %     |
| --------------------- | ---- | ----- |
| Pierre-Olivier Roy    | 190  | 52,63 |
| Myriam Palardy        | 171  | 47,37 |

| Candidats district #3     | Vote | %     |
| ------------------------- | ---- | ----- |
| Pierre Bélisle            | 323  | 57,07 |
| Dominique Doyon (Sortant) | 243  | 42,93 |

| Candidats district #4 | Vote            | %               |
| --------------------- | --------------- | --------------- |
| Karine Messier        | Sans opposition | Sans opposition |

| Candidats district #5 | Vote | %     |
| --------------------- | ---- | ----- |
| Maggy Bissonnette     | 255  | 53,57 |
| Sandra Gaudette       | 221  | 46,43 |

| Candidats district #6           | Vote | %     |
| ------------------------------- | ---- | ----- |
| Claude Dansereau                | 303  | 58,72 |
| Denis-Charles Drapeau (Sortant) | 213  | 41,28 |

## Saint-Amable
|             | Élection (2017)                                                                               | Dissolution (2021)                                                                            | Élection (2021)                                                                                  |
| Maire       | Stéphane Williams                                                                             | Stéphane Williams                                                                             | Stéphane Williams                                                                                |
| Conseillers | Marie-Ève Tanguay Mathieu Daviault Vicky Langevin France Gosselin Robert Gagnon Michel Martel | Marie-Ève Tanguay Mathieu Daviault Vicky Langevin France Gosselin Robert Gagnon Michel Martel | Marie-Ève Tanguay Mathieu Daviault Vicky Langevin France Gosselin Robert Gagnon Dany Charbonneau |

| Partis | Partis                          | Candidats pour la mairie    | Vote            | %               |
| ------ | ------------------------------- | --------------------------- | --------------- | --------------- |
|        | Vision Equipe Stéphane Williams | Stéphane Williams (Sortant) | Sans opposition | Sans opposition |

| Partis | Partis                          | Candidats district 1 - des Boisés | Vote            | %               |
| ------ | ------------------------------- | --------------------------------- | --------------- | --------------- |
|        | Vision Equipe Stéphane Williams | Marie-Eve Tanguay (Sortante)      | Sans opposition | Sans opposition |

| Partis | Partis                          | Candidats district 2 - du Patrimoine | Vote            | %               |
| ------ | ------------------------------- | ------------------------------------ | --------------- | --------------- |
|        | Vision Equipe Stéphane Williams | Mathieu Daviault (Sortant)           | Sans opposition | Sans opposition |

| Partis | Partis                          | Candidats district 3 - des Générations | Vote            | %               |
| ------ | ------------------------------- | -------------------------------------- | --------------- | --------------- |
|        | Vision Equipe Stéphane Williams | Vicky Langevin (Sortante)              | Sans opposition | Sans opposition |

| Partis | Partis                          | Candidats district 4 - des Roseaux | Vote            | %               |
| ------ | ------------------------------- | ---------------------------------- | --------------- | --------------- |
|        | Vision Equipe Stéphane Williams | France Gosselin (Sortante)         | Sans opposition | Sans opposition |

| Partis | Partis                          | Candidats district 5 - des Horizons | Vote            | %               |
| ------ | ------------------------------- | ----------------------------------- | --------------- | --------------- |
|        | Vision Equipe Stéphane Williams | Robert Gagnon (Sortant)             | Sans opposition | Sans opposition |

| Partis | Partis                          | Candidats district 6 - du Rocher | Vote            | %               |
| ------ | ------------------------------- | -------------------------------- | --------------- | --------------- |
|        | Vision Equipe Stéphane Williams | Dany Charbonneau                 | Sans opposition | Sans opposition |

- Démission de Marie-Eve Tanguay, conseillère district 1 - des Boisés, le 6 septembre 2023[3].

- Élection de Francine Nzang Essono au poste de conseillère district 1 - des Boisés le 26 novembre 2023[4].

| Partis                | Partis                          | Candidats district 1 - des Boisés | Vote        | %     |
| --------------------- | ------------------------------- | --------------------------------- | ----------- | ----- |
|                       | Vision Equipe Stéphane Williams | Francine Nzang Essono             | 180         | 73,17 |
|                       | Indépendant                     | Marcel Huard                      | 66          | 26,83 |
| Bulletins rejetés     | Bulletins rejetés               | Bulletins rejetés                 | 3           |       |
| Taux de participation | Taux de participation           | Taux de participation             | 246 / 1 520 | 16,38 |

## Sainte-Julie
|             | Élection (2017)                                                                                                | Dissolution (2021)                                                                                             | Élection (2021) |
| Maire       | Suzanne Roy | Suzanne Roy | Mario Lemay |
| Conseillers | Isabelle Poulet André Lemay Claude Dalpé Nicole Marchand Mario Lemay Normand Varin Amélie Poirier Lucie Bisson | Isabelle Poulet André Lemay Claude Dalpé Nicole Marchand Mario Lemay Normand Varin Amélie Poirier Lucie Bisson | Isabelle Poulet Josée Marc-Aurèle Claude Dalpé Sylvie Beaulieu Christian Huard Eric Faucher Amélie Poirier Lucie Bisson |

| Taux de participation :                | Taux de participation :                | Taux de participation :                | Taux de participation :                | Taux de participation :                | 34,2 % |
| Nombre de votes valides :              | Nombre de votes valides :              | Nombre de votes valides :              | Nombre de votes valides :              | Nombre de votes valides :              | 7 930  |
| Nombre de votes rejetées à la mairie : | Nombre de votes rejetées à la mairie : | Nombre de votes rejetées à la mairie : | Nombre de votes rejetées à la mairie : | Nombre de votes rejetées à la mairie : | 135    |
| Nombre d'électeurs inscrits :          | Nombre d'électeurs inscrits :          | Nombre d'électeurs inscrits :          | Nombre d'électeurs inscrits :          | Nombre d'électeurs inscrits :          | 23 602 |

| Partis | Partis                                    | Candidats pour la mairie               | Vote  | %     |
| ------ | ----------------------------------------- | -------------------------------------- | ----- | ----- |
|        | La voix des citoyens - Équipe Mario Lemay | Mario Lemay (sortant d'un autre poste) | 6 516 | 82,17 |
|        | Parti de Sainte-Julie                     | Christian Komze                        | 1 414 | 17,83 |

| Partis | Partis                                    | Candidats district 1 - de la Belle-Rivière-Ringuet | Vote | %     |
| ------ | ----------------------------------------- | -------------------------------------------------- | ---- | ----- |
|        | La voix des citoyens - Équipe Mario Lemay | Isabelle Poulet (sortante)                         | 823  | 77,79 |
|        | Parti de Sainte-Julie                     | Sylvain Gemme                                      | 235  | 22,21 |

| Partis | Partis                                    | Candidats district 2 - du Moulin | Vote | %     |
| ------ | ----------------------------------------- | -------------------------------- | ---- | ----- |
|        | La voix des citoyens - Équipe Mario Lemay | Josée Marc-Aurèle                | 675  | 81,33 |
|        | Parti de Sainte-Julie                     | Martial Bergeron                 | 155  | 18,67 |

| Partis | Partis                                    | Candidats district 3 - de la Vallée | Vote | %     |
| ------ | ----------------------------------------- | ----------------------------------- | ---- | ----- |
|        | La voix des citoyens - Équipe Mario Lemay | Claude Dalpé (sortant)              | 961  | 82,99 |
|        | Parti de Sainte-Julie                     | Serge Plante                        | 197  | 17,01 |

| Partis | Partis                                    | Candidats district 4 - du Rucher | Vote | %     |
| ------ | ----------------------------------------- | -------------------------------- | ---- | ----- |
|        | La voix des citoyens - Équipe Mario Lemay | Sylvie Beaulieu                  | 835  | 80,06 |
|        | Parti de Sainte-Julie                     | Caroline Cadorette               | 208  | 19,94 |

| Partis | Partis                                    | Candidats district 5 - du Vieux-Village | Vote | %     |
| ------ | ----------------------------------------- | --------------------------------------- | ---- | ----- |
|        | La voix des citoyens - Équipe Mario Lemay | Christian Huard                         | 775  | 79,90 |
|        | Parti de Sainte-Julie                     | Mario Dumont                            | 195  | 20,10 |

| Partis | Partis                                    | Candidats district 6 - du Grand-Coteau | Vote | %     |
| ------ | ----------------------------------------- | -------------------------------------- | ---- | ----- |
|        | La voix des citoyens - Équipe Mario Lemay | Eric Faucher                           | 684  | 75,16 |
|        | Parti de Sainte-Julie                     | Mélanie Gemme                          | 226  | 24,84 |

| Partis | Partis                                    | Candidats district 7 - de l'Arc-en-Ciel | Vote | %     |
| ------ | ----------------------------------------- | --------------------------------------- | ---- | ----- |
|        | La voix des citoyens - Équipe Mario Lemay | Amélie Poirier (sortante)               | 824  | 83,49 |
|        | Parti de Sainte-Julie                     | Vanessa Trudeau                         | 163  | 16,51 |

| Partis | Partis                                    | Candidats district 8 - de la Montagne | Vote | %     |
| ------ | ----------------------------------------- | ------------------------------------- | ---- | ----- |
|        | La voix des citoyens - Équipe Mario Lemay | Lucie Bisson (sortante)               | 825  | 85,40 |
|        | Parti de Sainte-Julie                     | Cindy Bellefontaine                   | 141  | 14,60 |

- Démission d'Isabelle Poulet, conseillère #1 district 1 - de la Belle-Rivière-Ringuet, en 2022 à la suite de son élection comme député provinciale de la Coalition Avenir Québec dans la circonscription de Laporte lors de l'élection provinciale de 2022[5].

- Élection de Sylvain Dubuc au poste de conseiller district 1 - de la Belle-Rivière-Ringuet le 11 décembre 2022[6].

| Partis                | Partis                                    | Candidats district 1 - de la Belle-Rivière-Ringuet | Vote        | %     |
| --------------------- | ----------------------------------------- | -------------------------------------------------- | ----------- | ----- |
|                       | La voix des citoyens - Équipe Mario Lemay | Sylvain Dubuc                                      | 219         | 69,97 |
|                       | Indépendant                               | Frederico Boris Iuliani                            | 94          | 30,03 |
| Bulletins rejetés     | Bulletins rejetés                         | Bulletins rejetés                                  | 0           |       |
| Taux de participation | Taux de participation                     | Taux de participation                              | 313 / 2 597 | 12,05 |

## Varennes
|             | Élection (2017) | Dissolution (2021) | Élection (2021) |
| Maire       | Martin Damphousse | Martin Damphousse | Martin Damphousse |
| Conseillers | Marc-André Savaria Lyne Beaulieu Mélanie Simoneau Denis Le Blanc Benoit Duval Natalie Parent Gaétan Marcil Brigitte Collin | Marc-André Savaria Geneviève Labrecque Mélanie Simoneau Denis Le Blanc Benoit Duval Natalie Parent Gaétan Marcil Brigitte Collin | Guillaume Fortier Marc-André Savaria Geneviève Labrecque Carine Durocher Benoit Duval Natalie Parent Gaétan Marcil Brigitte Collin |

| Partis | Partis                            | Candidats pour la mairie    | Vote            | %               |
| ------ | --------------------------------- | --------------------------- | --------------- | --------------- |
|        | Parti durable - Équipe Damphousse | Martin Damphousse (Sortant) | Sans opposition | Sans opposition |

| Partis | Partis                            | Candidats district 1 - La Guillaudière | Vote | %     |
| ------ | --------------------------------- | -------------------------------------- | ---- | ----- |
|        | Parti durable - Équipe Damphousse | Guillaume Fortier                      | 446  | 60,76 |
|        | Indépendante                      | Isabelle Rodrigue                      | 288  | 39,24 |

| Partis | Partis                            | Candidats district 2 - La Sitière             | Vote | %     |
| ------ | --------------------------------- | --------------------------------------------- | ---- | ----- |
|        | Parti durable - Équipe Damphousse | Marc-André Savaria (Sortant d'un autre poste) | 524  | 66,58 |
|        | Indépendante                      | Marie-Christine Privé                         | 263  | 33,42 |

| Partis | Partis                            | Candidats district 3 - Langloiserie | Vote | %     |
| ------ | --------------------------------- | ----------------------------------- | ---- | ----- |
|        | Parti durable - Équipe Damphousse | Geneviève Labrecque (Sortant)       | 633  | 76,17 |
|        | Indépendant                       | Steve Hamel                         | 198  | 23,83 |

| Partis | Partis                            | Candidats district 4 - Notre-Dame            | Vote | %     |
| ------ | --------------------------------- | -------------------------------------------- | ---- | ----- |
|        | Indépendante                      | Carine Durocher                              | 535  | 54,76 |
|        | Parti durable - Équipe Damphousse | Mélanie Simoneau (Sortante d'un autre poste) | 442  | 45,24 |

| Partis | Partis                            | Candidats district 5 - Petite-Patrie | Vote | %     |
| ------ | --------------------------------- | ------------------------------------ | ---- | ----- |
|        | Parti durable - Équipe Damphousse | Benoît Duval (Sortant)               | 503  | 63,11 |
|        | Indépendante                      | Jean Latraverse                      | 294  | 36,89 |

| Partis | Partis                            | Candidats district 6 - Les Seigneuries | Vote | %     |
| ------ | --------------------------------- | -------------------------------------- | ---- | ----- |
|        | Parti durable - Équipe Damphousse | Natalie Parent (Sortant)               | 609  | 76,22 |
|        | Indépendante                      | Brigitte Larose                        | 190  | 23,78 |

| Partis | Partis                            | Candidats district 7 - Saint-Charles | Vote | %     |
| ------ | --------------------------------- | ------------------------------------ | ---- | ----- |
|        | Parti durable - Équipe Damphousse | Gaétan Marcil (Sortant)              | 596  | 65,49 |
|        | Indépendante                      | Hervé Piola                          | 314  | 34,51 |

| Partis | Partis                            | Candidats district 8 - De Martigny | Vote | %     |
| ------ | --------------------------------- | ---------------------------------- | ---- | ----- |
|        | Parti durable - Équipe Damphousse | Brigitte Collin (Sortant)          | 682  | 72,71 |
|        | Indépendante                      | Marcel Leduc                       | 256  | 27,29 |

## Verchères
|             | Élection (2017)                                                                                | Dissolution (2021)                                                                                | Élection (2021)                                                                                            |
| Maire       | Alexandre Bélisle                                                                              | Alexandre Bélisle                                                                                 | Alexandre Bélisle                                                                                          |
| Conseillers | Benoit Marotte Carole Boisvert Jarrod Gosselin Gilles Lamoureux Claude Ménard Nathalie Fillion | Benoit Marotte Carole Boisvert Christine Duchesne Gilles Lamoureux Claude Ménard Nathalie Fillion | Katherine Ramacieri L'Heureux Dominic Lampron Annie Dubeau Gilles Lamoureux Claude Ménard Nathalie Fillion |

| Candidats pour la mairie    | Vote            | %               |
| --------------------------- | --------------- | --------------- |
| Alexandre Bélisle (Sortant) | Sans opposition | Sans opposition |

| Candidats District #1         | Vote            | %               |
| ----------------------------- | --------------- | --------------- |
| Katherine Ramacieri L'Heureux | Sans opposition | Sans opposition |

| Candidats District #2 | Vote | %     |
| --------------------- | ---- | ----- |
| Dominic Lampron       | 90   | 60,00 |
| Luc Fortin            | 60   | 40,00 |

| Candidats District #3 | Vote | %     |
| --------------------- | ---- | ----- |
| Annie Dubeau          | 172  | 68,53 |
| Martin Richard        | 79   | 31,47 |

| Candidats District #4      | Vote            | %               |
| -------------------------- | --------------- | --------------- |
| Gilles Lamoureux (Sortant) | Sans opposition | Sans opposition |

| Candidats District #5   | Vote            | %               |
| ----------------------- | --------------- | --------------- |
| Claude Ménard (Sortant) | Sans opposition | Sans opposition |

| Candidats District #6       | Vote            | %               |
| --------------------------- | --------------- | --------------- |
| Nathalie Fillion (Sortante) | Sans opposition | Sans opposition |

- Décès de Claude Ménard, conseiller du district #5, le 16 août 2023[7].

- Élection de Philippe Tremblay au poste de conseiller du district #5 le 12 novembre 2023[8].

| Candidats District #5 | Vote | %    |
| --------------------- | ---- | ---- |
| Philippe Tremblay     | 69   | 37,7 |
| Benoit Marotte        | 45   | 24,6 |
| Hugo Lefort           | 34   | 18,6 |
| Loïc Guillemot        | 29   | 15,8 |
| Lucien Lefebvre       | 6    | 3,3  |
| Nicolaime Lareau      | 0    | 0    |